# MP 73
De MP 73 (Frans: Métro Pneu appel d'offre 1973) is een bandenmetro die dienstdoet in de Franse hoofdstad Parijs. Het wordt gebruikt voor metrolijnen 6 en 11. De letters MP verwijzen naar métro sur pneumatiques. Uiterlijk gezien is de MP 73 de bandenmetro-versie van de MF 67. De treinen zijn gebouwd door GEC Alsthom.

## Metrolijn 6
Op deze lijn is de MP 73 het meest te vinden; op de lijn rijden de metro's met vijf wagens. Sinds 2023 worden de MP 73-treinstellen door modernere MP 89-treinstellen vervangen.

## Metrolijn 11
Tot de geleidelijke ingebruikname van de MP 14-treinstellen in 2023 wordt lijn 11 het meest bereden door de MP 59, alhoewel er soms een vierdelige MP 73 wordt ingezet. Beide de MP 59 en MP 73 worden vervangen door de MP 14.

## Andere steden
In andere steden zijn varianten van de MP 73 te vinden: de MPM 76 (metro van Marseille), NS 74 (metro van Santiago) en MP 82 (metro van Mexico-Stad).
Banden: MP 59 · MP 73 · MP 89 · MP 05 · MP 14      Staal: MF 67 · MF 77 · MF 88 · MF 01 · MF 19 (toekomstig)